# بوئینگ ۷۲۷

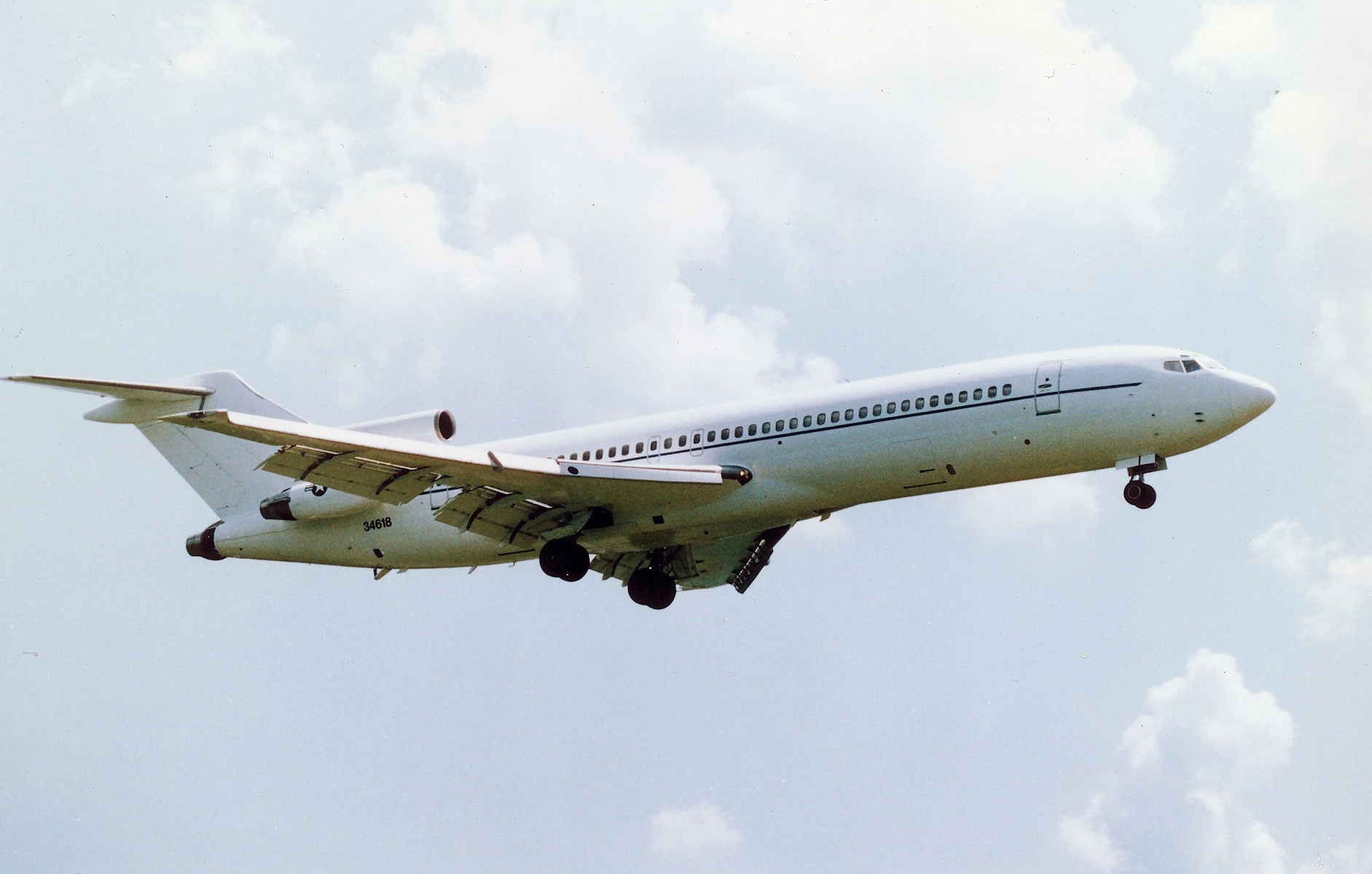
یک فروند هواپیمای بویینگ ۷۲۷ متعلق به خطوط هواپیمائی ایالات متحده

بوئینگ ۷۲۷ هواپیمای جت مسافربری باریک‌پیکر است که شرکت بوئینگ در سال ۱۹۶۳ رونمایی شد. در آن زمان این هواپیما بسیار موفق و محبوب بود و بسیاری از شرکت‌های هواپیمایی چند فروند از آن را در ناوگان خود داشتند. این هواپیما از آخرین هواپیماهایی است که نیاز به مهندس پرواز دارد، در حالی‌که در بیشتر هواپیماهای مسافری امروزی وظایف مهندس پرواز را سیستم‌های کامپیوتری انجام می‌دهند. هواپیمای ۷۲۷ هنوز هم در برخی از شرکت‌ها در نقش‌های ترابری و آتش‌نشان به‌کار می‌رود اما دیگر به‌عنوان هواپیمای مسافربری فعال نیست.
۷۲۷ یک هواپیمای سایز متوسط، بدنه باریک سه‌موتوره است که اولین‌بار در سال ۱۹۶۳ پرواز کرد. این هواپیما برای چندین دهه بیشترین تولید هواپیماهای مسافربری در دنیا را به‌خود اختصاص داده بود و تا زمان توقف تولید این هواپیما در سال ۱۹۸۴، مجموعاً ۱۸۳۲ فروند تولید شد.
تا آغاز قرن ۲۱ این هواپیما هنوز در خدمت بسیاری از شرکت‌های هواپیمایی بود اما پس از حوادث ۱۱ سپتامبر ۲۰۰۱ و کاهش فروش بلیت‌های سفرهای هوایی، افزایش قیمت سوخت و افزایش هزینه‌های تعمیر هواپیماهای قدیمی، بسیاری از شرکت‌ها، هواپیماهای ۷۲۷ خود را از سرویس خارج کردند. در آمریکا آخرین نمونه ۷۲۷ رسماً در سال ۲۰۰۳ از رده خارج شد، هرچند این هواپیما پس از این زمان در خدمت شرکت‌های هواپیمایی کوچک، شرکت‌های چارتر و شرکت‌های حمل و نقل بود. هواپیمایی آسمان، آخرین کاربر این هواپیما به‌صورت مسافربری در ایران بود که آخرین پرواز خود را در ۲۴ دی ۱۳۹۷ در مسیر تهران - زاهدان انجام داد. تا اوت ۲۰۱۰ در مجموع ۳۹۸ بوئینگ ۷۲۷ مسافری در تمام نسخه‌ها در سرویس‌های هوایی تجاری خدمت می‌کردند.
۷۲۷ موفقیت خود را به دلیل توانایی بالایی که در عمل‌کردن در باندهای کوتاه دارد به دست آورد. به همین علت شرکت‌های هواپیمایی موفق شدند با کمک این هواپیما، شهرهای کوچک و توریستی را به شهرهای بزرگ متصل کنند.

## ویژگی‌های فنی

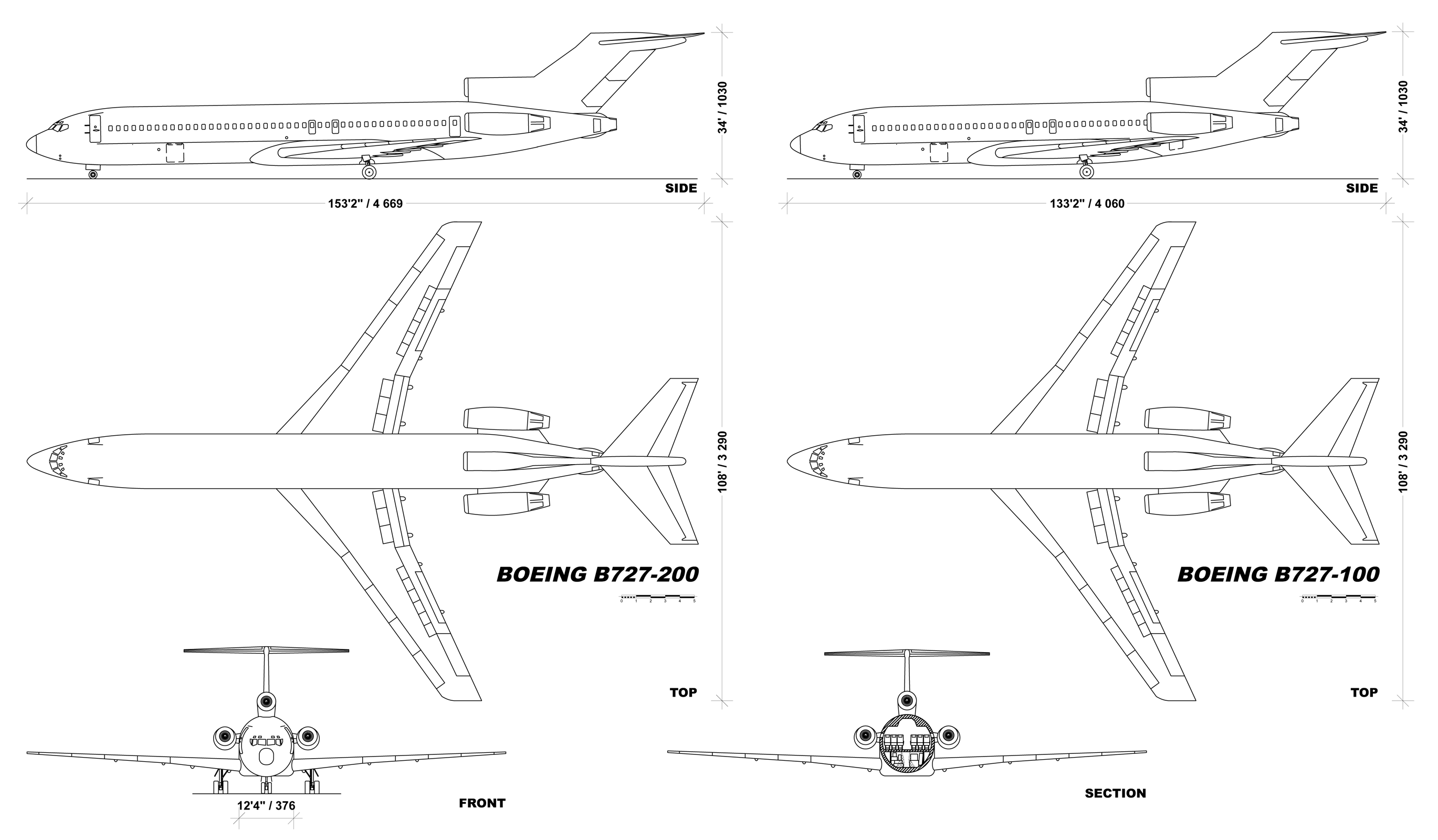
بوئینگ ۷۲۷

این هواپیما گنجایش حمل ۱۶۳ تا ۱۸۹ مسافر یا ۱۹ هزار و ۴۰۰ کیلوگرم بار مفید را دارد.
همچنین یکی از نقات قوت این هواپیما، توانایی فرود آمدن در باندهای کوچک است. یکی از دلایلی که به این هواپیما توانایی فرود آمدن در باندهای فرودگاهی کوچک‌تر را می‌دهد، طراحی منحصربه‌فرد بال‌های آن است. مدل ۷۲۷ می‌تواند سطح بال‌های خود را با بازکردن برآ افزا (flap) تا دو برابر افزایش دهد و به این ترتیب با ثبات و پایداری قابل توجهی در سرعت‌های پایین پرواز کند. در عین حال ۳ موتور قدرتمند این هواپیما، امکان برخاست سریع از روی باند را به این مدل می‌دهد. بوئینگ ۷۲۷ دارای ۳ موتور جت است که دوتای آن‌ها در دو سوی قسمت عقب بدنه و سومی زیر دم هواپیما نصب است.

## سال‌های اوج

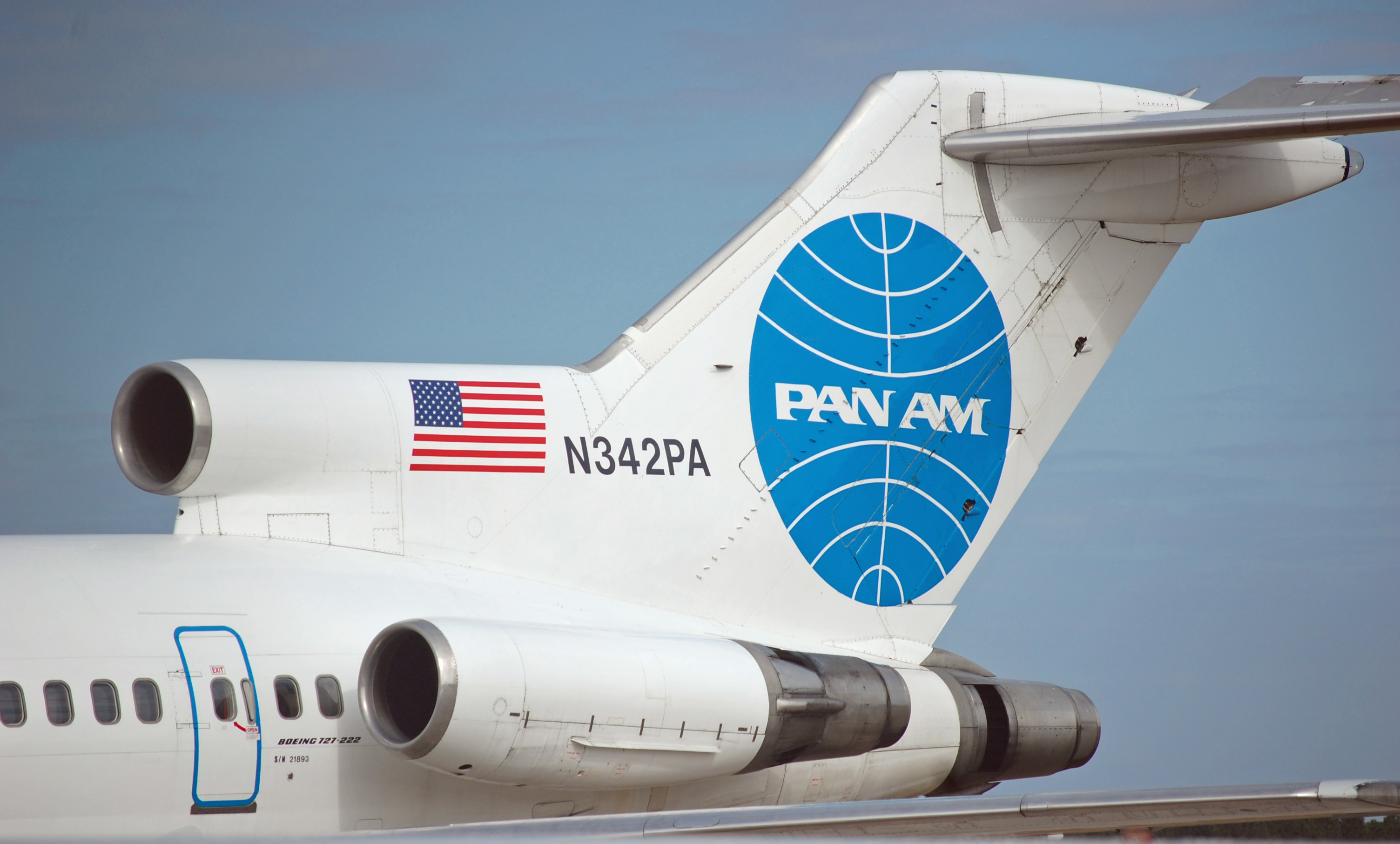
یک فروند بوئینگ ۷۲۷ متعلق به خطوط هوایی سراسری آمریکا

هواپیمای بوئینگ ۷۲۷ برای مدتی طولانی، محبوب‌ترین هواپیمای مسافربری در دنیا بوده‌است. برای اولین‌بار این هواپیما در دهه ۱۹۶۰ چند سال پیش از خواهر بزرگتر و مشهورتر خود یعنی بویینگ ۷۴۷ به پرواز درآمد.
بوئینگ ۷۲۷ همکاری موفقی با شرکت‌های هواپیمایی در سراسر دنیا داشته‌است، چرا که توانائی فرود آمدن در باندهای فرودگاهی کوچکتر را داراست و در عین حال مسافت‌های متوسط را می‌تواند به‌خوبی طی کند. این توانایی در ۷۲۷ باعث شده تا شرکت‌های هواپیمایی قادر باشند شهرهای کم‌جمعیت با فرودگاه‌های کوچک را فرودگاه‌های شهرهای بزرگ در سراسر دنیا متصل کنند.
حتی زمانی که هواپیمای بویینگ مدل ۷۴۷ در دهه ۱۹۷۰ وارد بازار شد، شرکت‌های هواپیمایی بین‌المللی هنوز خواستار ۷۲۷ بودند. دلیل دیگر محبوبیت مدل ۷۲۷ این بود که این هواپیما می‌تواند محدوده متنوعی از پروازها با مسافت‌های مختلف را پوشش دهد. از گستره پروازی این هواپیما می‌توان به این موارد اشاره کرد: اروپا، آفریقا، آسیا، استرالیا، آمریکای شمالی، جزایر کاریسبی، آمریکای مرکزی و آمریکای جنوبی.
بویینگ ۷۲۷ حتی برای شرکت‌های باربری هوایی و چارتری نیز محبوبیت داشت. شرکت فدکس با استفاده از ۷۲۷ در سال ۱۹۷۵ در واقع آغازگر بهره‌برداری از این مدل در صنعت کارگو (باربری) بود. هواپیمای بویینگ ۷۲۷ به حدی محبوبیت پیدا کرد که گاهی از آن به عنوان DC-۳ عصر هواپیمایی یاد می‌شود؛ به این معنی که ۷۲۷ هواپیمایی قابل اعتماد و تطبیق‌پذیر و همه‌کاره بود که اصلی‌ترین بخش ناوگان بسیاری از شرکت‌های هواپیمایی را تشکیل می‌داد. درست همان‌طور که دی‌سی-۳ها در زمان خود بخش اصلی مسیرهای پروازی را به خود اختصاص داده بودند.

## سال‌های پایانی
در پایان قرن بیستم، هواپیمای بویینگ ۷۲۷ هنوز بخش قابل توجهی از ناوگان هوایی بسیاری از شرکت‌های هواپیمایی آمریکایی را به خود اختصاص داده بود؛ ولی وقایع گوناگونی این محبوبیت را به تدریج کم رنگ‌تر کرد. شاید وضعیت اقتصادی پس از حوادث ۱۱ سپتامبر را بتوان یکی از مهم‌ترین این وقایع نام برد که بیش از همه بر صنعت هواپیمایی ایالات متحده تأثیرگذار بود. در این دوره بود که بیشتر شرکت‌ها به سراغ هواپیماهای دوموتوره می‌رفتند تا بتوانند از این طریق در مصرف سوخت صرفه‌جویی کرده و هزینه‌های خود را کاهش دهند.
از طرف دیگر ۷۲۷ یکی از آخرین مدل‌هایی بود که خدمه آن را ۳ نفر تشکیل می‌دادند که یکی از آن‌ها مهندس پرواز بود. در حالی که در مدل‌های جدیدتر وظایف این عضو گروه پروازی به عهده سیستم کامپیوتر است. با وجود افزایش قیمت سوخت، استقبال کمتر مردم از سفرهای هوایی و هزینه‌های نگهداری و تعمیر هواپیماها، شرکت هواپیمایی دلتا، آخرین شرکت آمریکایی بود که در سال ۲۰۰۳ این مدل را از ناوگان مسافربری خود خارج نمود.
البته پس از آن نیز هواپیمای بویینگ ۷۲۷ در شرکت‌های هواپیمایی تازه‌کار و کوچک‌تر و شرکت‌های باربری و چارتر مورد استفاده قرار گرفت و به تازگی به عنوان هواپیمای شخصی و خصوصی در امر حمل و نقل و جابه‌جایی مطرح شده‌است. در عین حال همه روزه USPS (سرویس پست ایالات متحده) از این مدل برای حمل محموله‌های پستی هوایی از شهری به شهر دیگر استفاده می‌کند.
رکورد فروش مدل ۷۲۷ به عنوان بیشترین مدل فروخته شده در تاریخ هواپیمایی در سال‌های آغازین دهه ۱۹۹۰ توسط مدل ۷۳۷ شکسته شد.

## ۷۲۷ در ایران
بوئینگ ۷۲۷ اولین هواپیمای جت بود که در ۱۳۴۳ توسط هواپیمایی ملی ایران (ایران‌ایر) به کار گرفته شد. اولین پرواز این هواپیما برای ایران‌ایر در مسیر تهران به بیروت (با مدل ۷۲۷–۱۰۰) انجام شد.
ایران ایر پیش از خرید نخستین هواپیمای جت، یک بوئینگ ۷۲۷ را بین تیر ۱۳۴۴ و آبان ۱۳۴۵ اجاره کرد. پس از آن ایران‌ایر ۹ فروند از بویینگ ۷۲۷ را برای پروازهای بین‌المللی و همچنین پروازهای منطقه‌ای و داخلی به کار گرفت.
همچنین یکی از هواپیماهای سلطنتی ایران مدل ۷۲۷ متعلق به نیروی هوایی شاهنشاهی ایران بود. این هواپیما که شهباز نام داشت، در سفرهای خانواده سلطنتی استفاده می‌شد.
پس از انقلاب، شرکت هواپیمایی آسمان در سال ۱۳۷۳ موفق به خرید چهار فروند بوئینگ ۷۲۷ سری ۲۲۸ (ساخت سال ۱۹۸۰ میلادی) از طریق یک شرکت واسطه در اروپا شد که نخستین نمونهٔ موفق دور زدن تحریم‌های آمریکا بود.
شرکت هواپیمایی آسمان، آخرین کاربر این هواپیما در ایران بود. آخرین پرواز ۷۲۷ در ایران در ۲۴ دی ۱۳۹۷ در مسیر تهران - زاهدان انجام شد.

## حوادث
تا سال ۲۰۱۰ این هواپیما روی هم رفته ۳۲۵ پیشامد را به ثبت رساند که از این شمار ۱۱۰ مورد سانحه هوایی سقوط (۳ هزار و ۷۰۴ مورد مرگ) و ۱۷۸ مورد هواپیماربایی (دربرگیرنده ۳۴۵ مورد مرگ) بود. علل گوناگونی برای این سوانح هوایی گزارش شده‌اند که از مشهورترین آن‌ها می‌توان به موارد زیر اشاره کردک
- در ژوئن ۱۹۷۵ یک فروند بوئینگ ۷۲۷ Eastern Air Lines بر اثر انفجار سرنگون شد.
- در روز ۲۲ ژانویه ۱۹۷۹ یک فروند هواپیمای بویینگ ۷۲۷ متعلق به ایران ایر (هما) از مبدأ مشهد به مقصد تهران، به هنگام کاهش ارتفاع از برای فرود در باند ۲۹ فرودگاه مهرآباد تهران به دلیل از کار افتادن سیستم رادارینگ مهرآباد، بدی آب و هوا، تاریکی شب و بروز اختلال در سیستم ناوبری به دلیل عدم دریافت اطلاعات درست از برج مراقبت و نیز با خطای خلبان انگلیسی پرواز بخاطر عدم آشنایی با مختصات جغرافیایی منطقه با ارتفاعات بی بی شهبانو برخورد کرده و متلاشی شد و تمامی سرنشینان پرواز در دم جان باختند.
- در فوریه ۱۹۸۵ یک فروند بوئینگ ۷۲۷ شرکت «ایبریا ایرلاینز» پس از برخورد با آنتن تلویزیون در لحظه فرود در بیلبائو دچار سانحه شد.
- در مارس ۱۹۸۶ یک پرواز شرکت مکزیکانا به دلیل گرم‌شدن بیش از اندازه تایرها در لحظه بلندشدن، در بلندی ۲۹ هزار پایی آتش گرفت. در اثر انفجار تایر چرخ اصلی، لوله‌های سوخت پاره شدند و به سیستم برق و هیدرولیک آسیب رسید.
- در مارس ۱۹۸۸ یک فروند بوئینگ ۷۲۷ شرکت «آویانکا» در میان کوه‌ها سرنگون شد. چرایی این پیشامد خطای انسانی خلبان بود.
- در ۲۷ نوامبر ۱۹۹۶ پرواز ADC Airlines خلبان مهار پرواز را از دست داد.
- در ۲۵ دسامبر ۲۰۰۳ بوئینگ ۷۲۷ چارتر به دلیل اضافه بار سرنگون شد.
- در ۲ ژانویه ۲۰۱۰ یک فروند بوئینگ ۷۲۷ شرکت Congolese در شرایطی که اساساً نیاز به تعمیر داشت در لحظه بلندشدن بر روی باند سرنگون شد.
- در ۹ ژانویه ۲۰۱۱ یک فروند بوئینگ ۷۲۷ شرکت ایران ایر در نزدیکی ارومیه سقوط کرد. این هواپیما در زمان حادثه ۳۶ سال و ۷ ماه عمر داشته‌است و صدو دوازدهمین بوئینگ ۷۲۷ای بود که در تاریخ سوانح هوایی جهان از بین رفت.

## نکات
- در ۱۸ ژوئن ۲۰۰۳، یک فروند ۷۲۷ که پیش از آن به وسیلهٔ شرکت هواپیمایی آمریکن مورد استفاده قرار می‌گرفت از فرودگاه بین‌المللی Luanda در آنگولا به سرقت رفت. به عقیده مسئولان اطلاعاتی ایالات متحده، این هواپیما در حال حاضر در دست تروریست‌ها یا قاچاقچیان مواد مخدر قرار دارد.